# Eberhard Figgemeier
Eberhard Figgemeier (* 2. Januar 1947 in Bochum; † 1. März 2020 in Mainz) war ein deutscher Sportjournalist. Er war bekannt für seinen Sachverstand auf den Gebieten Fußball, Tennis und Eiskunstlauf.

## Karriere
Von 1970 bis 1972 war Figgemeier Volontär beim ZDF. Ab 1972 war er Redakteur und Reporter in der ZDF-Hauptredaktion „Sport“ sowie Reporter bei zahlreichen Olympischen Spielen und Europa- und Weltmeisterschaften. Er war 1985 auch Live-Reporter bei der Katastrophe von Heysel.
Von 1981 bis 1984 war Figgemeier stellvertretender Leiter der ZDF-Redaktion „Sport Aktuell“. Zwischen 1986 und 1988 war er stellvertretender Leiter der ZDF-Redaktion „das aktuelle sportstudio“; von 1989 bis 1993 leitete er die Redaktion. Von 1996 bis 2008 war er Programmchef bei den Olympischen Sommer- und Winterspielen. Als letztes kommentierte er am 14. September 2009 das Endspiel der Gerry Weber Open 2009 in Halle zwischen Tommy Haas und dem Serben Novak Đoković (6:3, 6:7 und 6:1). Am 31. August 2009 beendete er seine Laufbahn beim ZDF.
Eberhard Figgemeier verstarb in Mainz am 1. März 2020 im Alter von 73 Jahren.

## Trivia
Ein berühmt gewordener Versprecher unterlief Figgemeier am 2. Mai 1984, als er im ZDF die Zusammenfassung des DFB-Pokal-Halbfinalspiels Schalke 04 gegen Bayern München (6:6) euphorisch mit den Worten „Was dieses fantastische Spiel an Werbung für den Fußball gebracht hat, ist nicht wieder gutzumachen!“ kommentierte. Zuvor hatte er nach dem 6:5 für Bayern durch Dieter Hoeneß erklärt: „Und das ist die Entscheidung, das muss sie sein!“.